# Nathan Hare
Pour les articles homonymes, voir Hare.
Nathan Hare, né dans le Comté de Creek (Oklahoma) le 9 avril 1933 et mort à San Francisco le 10 juin 2024, est un sociologue, psychologue, académicien et militant américain. En 1968, il est la première personne recrutée pour coordonner un programme consacré aux Black Studies à l'université d'État de San Francisco. Diplômé de l'université Langston et de l'université de Chicago, il s'engage dans le mouvement Black power alors qu'il enseigne à l'université Howard.
Après avoir été congédié de la chaire des Black Studies program de l'université d'État de San Francisco en novembre 1969, Hare et Robert Chrisman confondent la revue de recherche intitulée The Negro Scholar. La revue change ensuite de titre pour devenir The Black Scholar: A Journal of Black Studies and Research.
Après avoir obtenu son deuxième doctorat en psychologie clinique, Hare ouvre un cabinet de pratique à Oakland and San Francisco. Avec sa femme, Julia Hare, il fonde le Black think tank. Ils publient un périodique, Black Male/Female Relationships.

## Jeunesse et éducation
Hare est né à la ferme de ses parents près du Creek County dans la ville de Slick dans l'Oklahoma, le 9 avril, 1933. Il a suivi sa scolarité dans des écoles publiques de L'Ouverture Elementary School et de L'Ouverture High School. Ces deux écoles ont été nommées d'après le général haïtien Toussaint Louverture. Elles faisaient partie de ces écoles « séparées » de la commune de Slick à la fin des années 1930 et 1940, dans un contexte de ségrégation.
Quand Hare a onze ans, sa famille déménage à San Diego en Californie dans le contexte de la Seconde Guerre mondiale. Sa mère célibataire obtient un emploi de concierge dans une station de la marine. 
Des centaines de milliers de Noirs ont quitté le sud pour aller en Californie et sur la côte ouest, au cours de la Grande migration afro-américaine, totalisant près de cinq millions de personnes. Lorsque la Seconde Guerre mondiale s'achève, sa mère est licenciée et ramène sa famille dans l'Oklahoma. Ce qui mit en suspens les ambitions de Hare de devenir un boxeur professionnel.

## Ouvrages
- The Black Anglo Saxons. New York: Marzani and Munsell, 1965; New York: Collier-Macmillan, 1970; Chicago: Third World Press edition, Chicago, 1990,  (ISBN 0-88378-130-1)

Avec Robert Chrisman, Hare l'a co-édité :
- Contemporary Black Thought, Indianapolis: Bobs-Merrill, 1973,  (ISBN 0-672-51821-X)
- Pan-Africanism, Indianapolis: Bobbs-Merrill, 1974,  (ISBN 0-672-51869-4)

Hare a écrit plusieurs ouvrages avec sa femme Julia Hare. Ils furent publiés par leur entreprise, The Black Think Tank of San Franciscoː 
- The Endangered Black Family, San Francisco: The Black Think Tank, 1984,  (ISBN 0-9613086-0-5)
- Bringing the Black Boy to Manhood: the Passage, San Francisco: The Black Think Tank, 1985,  (ISBN 0-9613086-1-3)
- Crisis in Black Sexual Politics, San Francisco: The Black Think Tank, 1989,  (ISBN 0-9613086-2-1)
- Fire on Mount Zion: An Autobiography of the Tulsa Race Riot, as told by Mabel B. Little. Langston: The Melvin B. Tolson Black Heritage Center, Langston University, 1990, (OCLC 22451754) (ASIN B0012CRWPQ)
- The Miseducation of the Black Child: The Hare Plan to Educate Every Black Man, Woman and Child, San Francisco: The Black Think Tank, 1991,  (ISBN 0-9613086-4-8)
- The Black Agenda, San Francisco: The Black Think Tank, 2002,  (ISBN 0-9613086-9-9)